# Dominique Rollin
Dominique Rollin (Boucherville, 29 oktober 1982) is een voormalig Canadese wielrenner. Op 11 april 2014 kondigde hij zijn afscheid van de wielerwereld aan, na een half jaar zonder ploeg.

## Overwinningen
2003
- Canadees kampioen tijdrijden, beloften

2004
- Canadees kampioen tijdrijden, beloften

2005
- 2e etappe Tour de Beauce
- Classique Montréal-Québec Louis Garneau

2006
- 4e etappe Tour de Gironde
- Nationaal kampioenschap op de weg, elite
- Tim Hortons Road National Championship

2007
- Roswell
- Walterboro
- Jacksonville Cycling Classic
- 3e, 6e en 7e etappe FBD Insurance Rás

2008
- 5e etappe Vuelta al Norte C.R.O.C.
- 4e etappe Ronde van Californië
- 4e etappe Cascade Classic
- 2e etappe Rochester
- 9e etappe Tour of Southland

## Resultaten in voornaamste wedstrijden
| Jaar | Ronde van Italië | Ronde van Frankrijk | Ronde van Spanje |
| ---- | ---------------- | ------------------- | ---------------- |
| 2007 |                  |                     |                  |
| 2008 |                  |                     |                  |
| 2009 |                  |                     | opgave           |
| 2010 |                  |                     |                  |
| 2011 |                  |                     |                  |
| 2012 | uitgesloten      |                     | 153e             |
| 2013 | 75e              |                     |                  |
| 2015 |                  |                     | 116e             |

| Jaar | Milaan-San Remo | Gent-Wevelgem | Ronde van Vlaanderen | Parijs-Roubaix | Amstel Gold Race | Kuurne-Brussel-Kuurne | Parijs-Tours | Dwars door Vlaanderen |  | WK op de weg |  | Wereldranglijsten |
| ---- | --------------- | ------------- | -------------------- | -------------- | ---------------- | --------------------- | ------------ | --------------------- |  | ------------ |  | ----------------- |
| 2007 |                 |               |                      |                |                  |                       |              |                       |  | opgave       |  |                   |
| 2008 |                 |               |                      |                |                  |                       |              |                       |  | opgave       |  |                   |
| 2009 |                 | 19e           |                      |                | 117e             |                       | 126e         |                       |  |              |  | 251e (UWK)        |
| 2010 | opgave          |               | 42e                  | 33e            |                  | 5e                    |              | 93e                   |  | opgave       |  |                   |
| 2011 | 16e             | 129e          | 15e                  | 95e            |                  | 39e                   |              | 10e                   |  |              |  |                   |
| 2012 | 53e             | opgave        | 104e                 | 54e            |                  | 116e                  |              |                       |  |              |  |                   |
| 2013 |                 | opgave        |                      |                | opgave           |                       |              |                       |  |              |  |                   |
| 2015 | opgave          | opgave        |                      |                |                  | 61e                   |              |                       |  |              |  |                   |

## Ploegen
- 2002 -  Sympatico-Jet Fuel Coffee
- 2007 -  Kodakgallery.com-Sierra Nevada Brewing co.
- 2008 -  Toyota-United Pro Cycling Team
- 2009 -  Cervélo TestTeam
- 2010 -  Cervélo TestTeam
- 2011 -  FDJ
- 2012 -  FDJ-BigMat
- 2013 -  FDJ.fr
- 2015 -  Cofidis

Cuesta · Deignan · Fleeman · Florencio · Gerrans · Gómez Marchante · Hammond · Haussler · Hoestov · Hunt · Hushovd · King · Klier · Konovalovas · Lancaster · Lloyd · Novoa · Pauwels · Pujol · Rasch · Reimer · Rollin · Roulston · Sastre · Wyss · Appollonio (stagiair)
Appollonio · Bos · Cuesta · Correia · Deignan · Denifl · Florencio · Hammond · Haussler · Hoestov · Hunt · Hushovd  · King · Klier · Konovalovas · Lancaster · Lloyd · Novoa · Pujol · Rasch · Reimer · Rollin · Sastre · Tondó · Wyss · Teklehaimanot (stagiair) · Wetterhall (stagiair)
Bonnaire ·
Bonnet ·
Bouhanni ·
Casar ·
Chainel ·
Courteille ·
Delage ·
Fédrigo ·
Gérard ·
Geslin ·
Guesdon ·
Hoetarovitsj ·
Jeannesson ·
Ladagnous ·
Meersman ·
Mourey ·
Offredo ·
Pauriol ·
Pineau ·
Pinot ·
Rollin ·
Roux ·
Roy ·
Soupe ·
Sulzberger ·
Vaugrenard ·
Vichot ·
Démare (stagiair) ·
Elissonde (stagiair) ·
Schmidt (stagiair) 
Bonnet ·
Boucher ·
Bouhanni ·
Casar ·
Chainel ·
Courteille ·
Delage ·
Démare ·
Elissonde ·
Fédrigo ·
Gérard ·
Geslin ·
Guesdon (tot 08/04) ·
Hoetarovitsj ·
Jeannesson ·
Ladagnous ·
Mourey ·
Offredo ·
Pauriol ·
Pineau ·
Pinot ·
Rasch ·
Rollin ·
Roux ·
Roy ·
Soupe ·
Vaugrenard ·
Veikkanen ·
Vichot ·
Bergeret (stagiair) ·
Sepúlveda (stagiair) ·
Viennet (stagiair) 
Bonnet ·
Boucher ·
Bouhanni ·
Casar ·
Courteille ·
Delage ·
Démare ·
Elissonde ·
Fédrigo ·
Fischer ·
Geniez ·
Geslin ·
Jeannesson ·
Ladagnous ·
Le Bon ·
Mangel ·
Mourey ·
Offredo ·
Pichon ·
Pineau ·
Pinot ·
Rollin ·
Roux ·
Roy ·
Soupe ·
Vaugrenard ·
Veikkanen ·
Vichot ·
Viennet ·
Guérin (stagiair) ·
Le Gac (stagiair) ·
Poitevin (stagiair) 
2014: Geen ploeg
Ahlstrand · Bagot · N.Bouhanni · Chainel · Chetout · Edet · Hardy · Jõeäär · Laporte · Lemoine · Maté · Molard · Navarro · Petit · Rollin · Rossetto · Sénéchal · Simon · Soupe · Turgis · Van Staeyen · Vanbilsen · Venturini · Verhelst · Zingle · R.Bouhanni (stagiair) · Hofstetter (stagiair) · San Sebastián (stagiair)